# Hans Jörg Böhmig

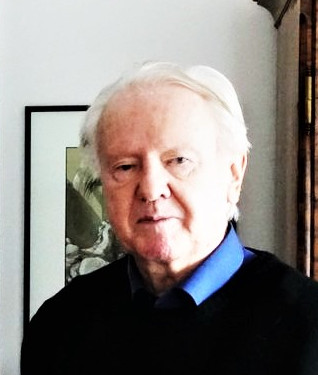
Hans Jörg Böhmig (2022)

Hans Jörg Böhmig (* 5. Dezember 1933 in Fürstenfeld; † 28. März 2023 in Linz) war ein österreichischer Chirurg, Präsident der Österreichischen Gesellschaft für Chirurgie, Primarius und Ärztlicher Direktor des Krankenhauses der Elisabethinen in Linz und Autor eines Kriminalromans. Er führte 1972 die erste Lebertransplantation in Österreich durch.

## Leben
Der seit frühester Jugend naturwissenschaftlich interessierte Hans Jörg Böhmig wuchs in einer Arztfamilie als Sohn von Lothar und Irma Böhmig auf. Sein Großvater Ludwig Böhmig war Direktor des Zoologischen Instituts in Graz. Ab 1952 studierte er Medizin in Graz und Wien und legte fast alle Prüfungen mit Auszeichnung ab. Er promovierte am 20. Dezember 1958 zum Doktor der gesamten Heilkunde.
Nach mehrmonatiger Tätigkeit am Krankenhaus Hartberg wechselte er im September 1959 für eineinhalb Jahre zum Pathologisch-Bakteriologischen Institut in Karlsruhe. 1961 kam er ans Pharmakologische Institut der Universität Wien zu Prof. Dr. Franz Theodor Brücke und in das Labor von Prof. Dr. O. Hornykiewytsch.
Am 1. März 1962 trat er in die 1. Chirurgische Abteilung der Universitätsklinik Wien unter Paul Fuchsig ein. Dort war er – mit mehreren Unterbrechungen im Zuge von Studienaufenthalten in Köln (Prof. Heberer), London, Cambridge, Bristol und Liverpool – elf Jahre lang tätig.
1967 begann er mit Lebertransplantationsversuchen. Einer Einladung von Thomas E. Starzl folgend verbrachte er ein Jahr an dessen Transplantationsklinik in Denver. Seine operative Technik wurde in diesem Jahr wesentlich beeinflusst. Er beschäftigte er sich überwiegend mit Problemen der hyperakuten Abstoßung nach Nierentransplantation sowie der extrakorporalen Leberperfusion bei akutem Leberversagen.
Zurück in Wien half er am raschen Fortschritt der Nierentransplantation mit und bereitete die Lebertransplantation in Wien vor, die er im Juli 1972 erstmals in Österreich realisieren konnte. Am 30. Juni 1972 erfolgte seine Habilitation an der Universität Wien, die Habilitationsschrift befasste sich mit der hyperakuten Abstoßung von Nierentransplantaten beim Hund.
Am 1. Jänner 1973 übernahm er mit 39 Jahren das Primariat an der Chirurgischen Abteilung im neu erbauten Krankenhaus Amstetten. Dort galt sein Interesse sowohl der häufigen als auch der komplexen Chirurgie: Leber, Pankreas, Ösophagus und der Gefäßchirurgie. Böhmig entwickelte in Amstetten eine
spezielle gefäßchirurgische Operationstechnik beim Femoralisverschluss, den sogenannten orthograden Venenbypass mit Zerstörung der Klappen der zum Bypass verwendeten Vena saphena magna.
Für die fortgesetzte wissenschaftliche Tätigkeit wurde ihm am 24. Juli 1978 der Titel eines Außerordentlichen Universitätsprofessors verliehen.
Am 1. Januar 1979 wechselte er an das Krankenhaus der Elisabethinen Linz, um dort die Leitung der chirurgischen Abteilung mit den Schwerpunkten Nierentransplantationen und Gefäßchirurgie zu übernehmen, die er als Primarius bis zum 31. Juli 2000 erfolgreich führte.
1983 erlangte er den Zusatzfacharzt für Gefäßchirurgie und 1996 den Zusatzfacharzt für Thoraxchirurgie.
1991 wurde Böhmig zum Ärztlichen Direktor des Krankenhauses der Elisabethinen ernannt. Am 30. April 2003 trat er im Alter von 70 Jahren als Direktor in den Ruhestand, aus dem heraus er sich zu medizinisch-ethischen und politischen Diskussionen zu Wort meldete.
Hans Jörg Böhmig lebte zuletzt in Wien, Linz und Hallstatt und war verheiratet mit Ingeborg Böhmig (geborene Tornquist). Aus der Ehe gingen die Kinder Kristine Tornquist, Stephan D. Böhmig und Georg Böhmig hervor.

## Schriften, Mitgliedschaften und Ehrungen
Böhmig verfasste mehr als 130 wissenschaftliche Veröffentlichungen zu den Themen Abdominal-, Gefäß- und Transplantationschirurgie sowie Medizinrecht. 1972 erhielt er den Austrotransplant-Preis.
Als zweiter Österreicher wurde er Ehrenmitglied der Deutschen Gesellschaft für Gefäßchirurgie, Präsident der Österreichischen Gesellschaft für Gefäßchirurgie sowie Ehrenmitglied der Deutschen und der der Österreichischen Gesellschaft für Chirurgie. Er war 1986–1987 Präsident und 1994–1997 Generalsekretär der Österreichischen Gesellschaft für Chirurgie (Ausrichtung des Österreichischen Chirurgenkongresses in Linz im Juni 1987).
Böhmig organisierte zahlreiche Fortbildungsveranstaltungen, insbesondere die Freiwillige Facharztprüfung für Chirurgie im Rahmen der ÖGCH sowie die legendären Fortbildungsseminare in Salzburg.
Darüber hinaus fungierte er als Obmann der oberösterreichischen Chirurgen in der Österreichischen Ärztekammer. Ferner war er Vorstandsmitglied der Österreichischen Gesellschaft für Medizinrecht sowie ab 1978 Außerordentlicher Universitätsprofessor der Universität Wien.
Aus der von Böhmig geführten Chirurgischen Abteilung in Linz sind fünf chirurgische Primariate in Oberösterreich besetzt worden. Aus seiner Amstettener Zeit sind zumindest
weitere sieben chirurgische Primarärzte oder Klinikvorstände hervorgegangen.
Hans Jörg Böhmig erhielt am 12. Juli 2001 das Große Ehrenzeichens für Verdienste um die Republik Österreich.

## Sonstiges
Hans Jörg Böhmig veröffentlichte 2019 bei Morawa einen Kriminalroman unter dem Namen Das Phantom mit dem Cello. Bisher nicht veröffentlicht sind die autobiographischen Erinnerungen eines Chirurgen.